# Петито, Пьер
Пьер Петито́ (фр. Pierre Petitot; 11 декабря 1760, Лангр — 7 октября 1840, Париж) — французский скульптор. Отец скульптора Луи Петито (1794—1862).

## Биография
Пьер Петито родился в Лангре (департамент Верхняя Марна). В 1772 году поступил в класс Клода Франсуа Девожа, директора школы рисования в Дижоне. Выиграв в 1782 году первый приз в области скульптуры, учреждённый Бургундскими поместьями, получил стипендию, позволившую ему жить и работать в Риме. Он отправился в Италию в декабре 1782 года морем в компании своего товарища Пьера-Поля Прюдона, обладателя главного приза по живописи на том же конкурсе, который также был учеником Девожа. 3 января 1783 года они прибыли в Рим. До этого Петито изваял «Гладиатора» (1786—1787) на основе статуи в галерее Дарю из коллекции Боргезе в Риме.
Пьер Петито вернулся в Париж в 1788 году и в течение двух лет продолжал обучение в мастерской Жан-Жака Каффиери. Около 1790 года он женился на Катрин Гюрно. От этого союза в 1794 году родился Луи Петито, будущий скульптор, женившийся около 1830 года на Жюли Анжелике Картелье, дочери скульптора Пьера Картелье (1757—1831) и художницы-миниатюристки Анжелики Женевьевы Ришар (1769—1848).
Несколько месяцев спустя, во время революционного террора, когда его жена была беременна их сыном Людовиком (родившимся 22 июня 1794 г.), Петито был объявлен подозреваемым по обвинению в том, что плохо отзывался о якобинцах. Арестованный и заключённый в «Люксембургскую тюрьму», он был освобожден только после падения Робеспьера, 9 термидора II года (27 июля 1794 г.).
В 1806 году имя Пьера Петито появилось в длинном списке художников, выбранных Виван-Деноном для оформления колонны Великой армии (Вандомской). По рисункам Бержере скульптор должен был выполнить часть рельефов фуста (ствола) колонны.
Пьер Петито скончался 7 октября 1840 года в Париже. Похоронен на кладбище Монпарнас (3-й отдел). В Дижонском музее изящных искусств хранится живописный портрет скульптора (между 1785 и 1788 годами), написанный его другом Пьером-Полем Прюдоном.